# Whitehaven
Whitehaven egy kikötőváros Cumbriában, Anglia északnyugati részén, az Egyesült Királyságban. Copeland kerület székhelye. Lakossága körülbelül 25 500 fő. A város közelében található a Sellafield atomkomplexum.

## Földrajza
Koordinátái: 54 ° 32'53 "N 3 ° 35'08" E
Ország: Egyesült Királyság, Cumbria megyében.
Népesség~25.500 lakos
Whitehaven egy város Cumbria megyében (Anglia északnyugati régiójában). A városban található a Copeland kerület.

## Híres lakosai
Itt született: Brad Kavanagh és Jackie Sewell
GND: 4.378.299-1  
VIAF: 236.538.908